# Oblast Perm

Vlag van oblast Perm

De oblast Perm (Russisch: Пермская область; Permskaja oblast) was tot 1 december 2005 een oblast (provincie) van de Russische Federatie. De oblast, vernoemd naar de hoofdstad Perm, werd opgericht op 3 oktober 1938 als afscheiding van de oblast Sverdlovsk. De oblast had een oppervlakte van 127.337 km² en een bevolking van 2.683.345 (bij de volkstelling van 2002). 
Na een in 2004 gehouden referendum werd besloten de oblast Perm met Permjakië samen te voegen tot de kraj Perm.